# Tranvia di Milwaukee
La tranvia di Milwaukee (in lingua inglese: Milwaukee Streetcar conosciuta anche come The Hop) è un sistema di trasporto pubblico a servizio della città di Milwaukee, composto da 1 linea per una lunghezza di 3.4 km. Il primo tratto, dalla stazione ferroviaria al centro cittadino, fu inaugurato il 2 novembre 2018.

## Storia del progetto
La costruzione del sistema di trasporto iniziò alla fine del 2016 e fu completata già nell'estate del 2018.
Il 19 agosto 2016, l'impresa di Omaha Kiewit Infrastructure ebbe aggiudicato il contratto per la costruzione della linea e della rimessa dei tram. 
Nell'aprile del 2017 iniziò la posa dei binari mentre i lavori preliminari di trasferimento dei servizi di pubblica utilità relativi al progetto erano già iniziati nel 2016, così come la costruzione dell'impianto di manutenzione della linea. L'installazione dei binari lungo il percorso era iniziata nel maggio 2017 e già a marzo 2018 oltre il 90% dei binari era stato installato lungo la linea iniziale.
A metà del 2017, la città ha firmato un contratto con Transdev per gestire e mantenere il sistema di tram per almeno cinque anni. 
Il primo viaggio di prova che copriva l'intera linea sotto tensione fu effettuato nella notte tra il 18 e il 19 giugno 2018 e  quello stesso mese fu iniziata anche la formazione degli operatori.

## Descrizione
Una particolarità della tranvia di Milwaukee è quella che su 3.4 km di lunghezza della prima linea, 1 km tra Kilbourn Avenue e Jackson Street non è dotato di cavi di alimentazione aerea e pertanto, lungo questo tratto, i convogli funzionano alimentati da batterie interne.

## Galleria d'immagini

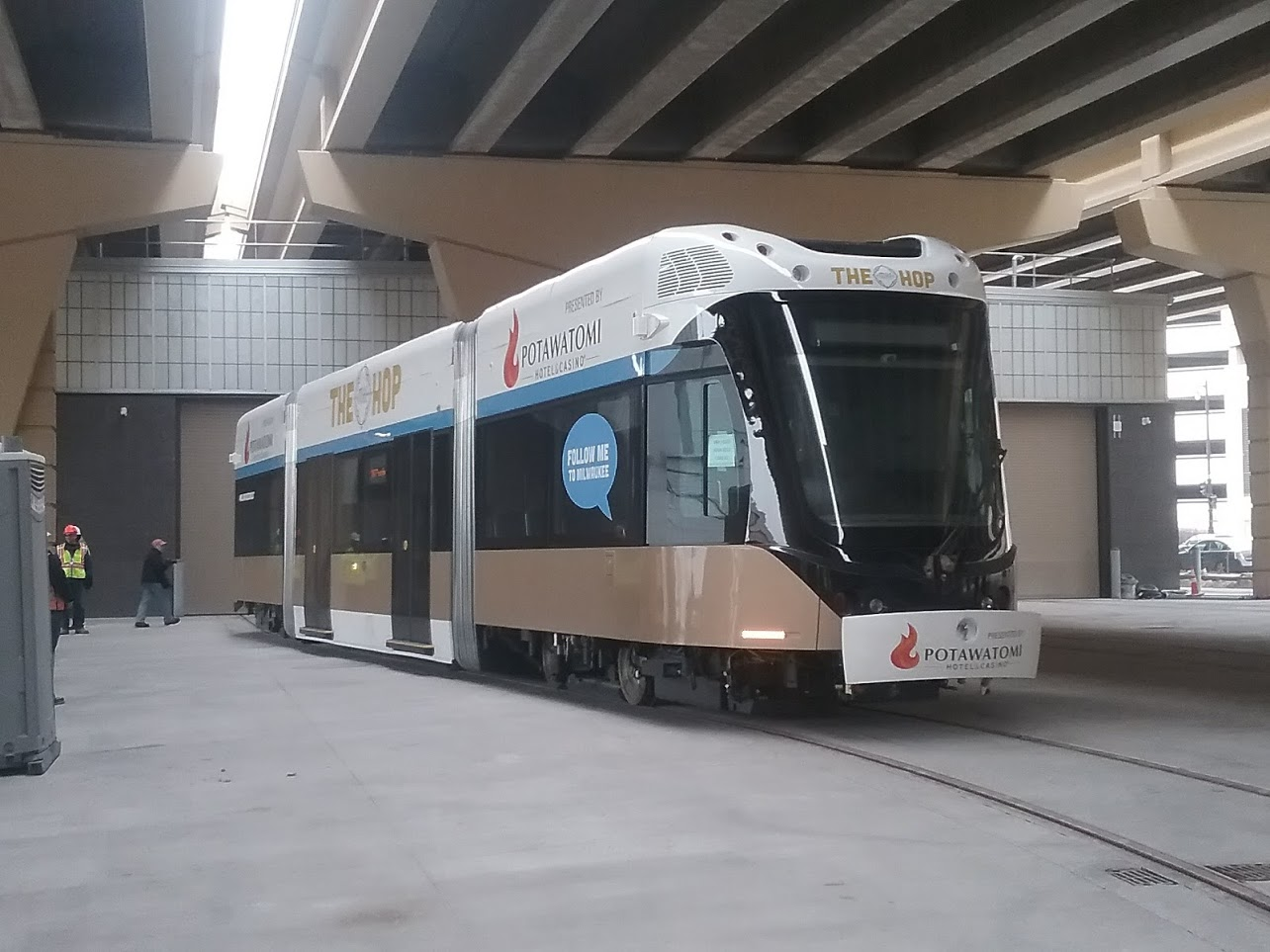
Il primo tram consegnato nel marzo 2018
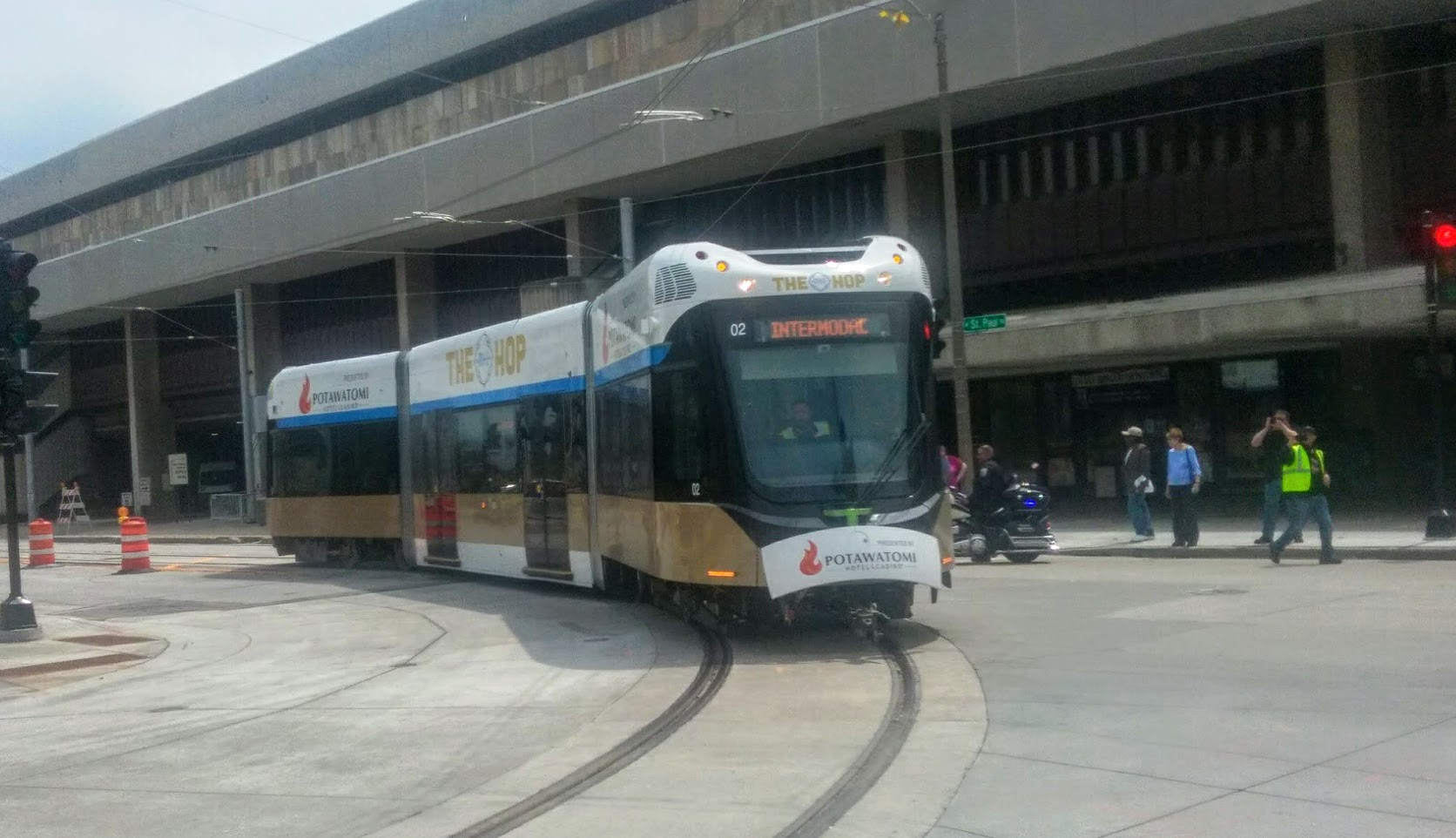
Corsa di prova nel 2018
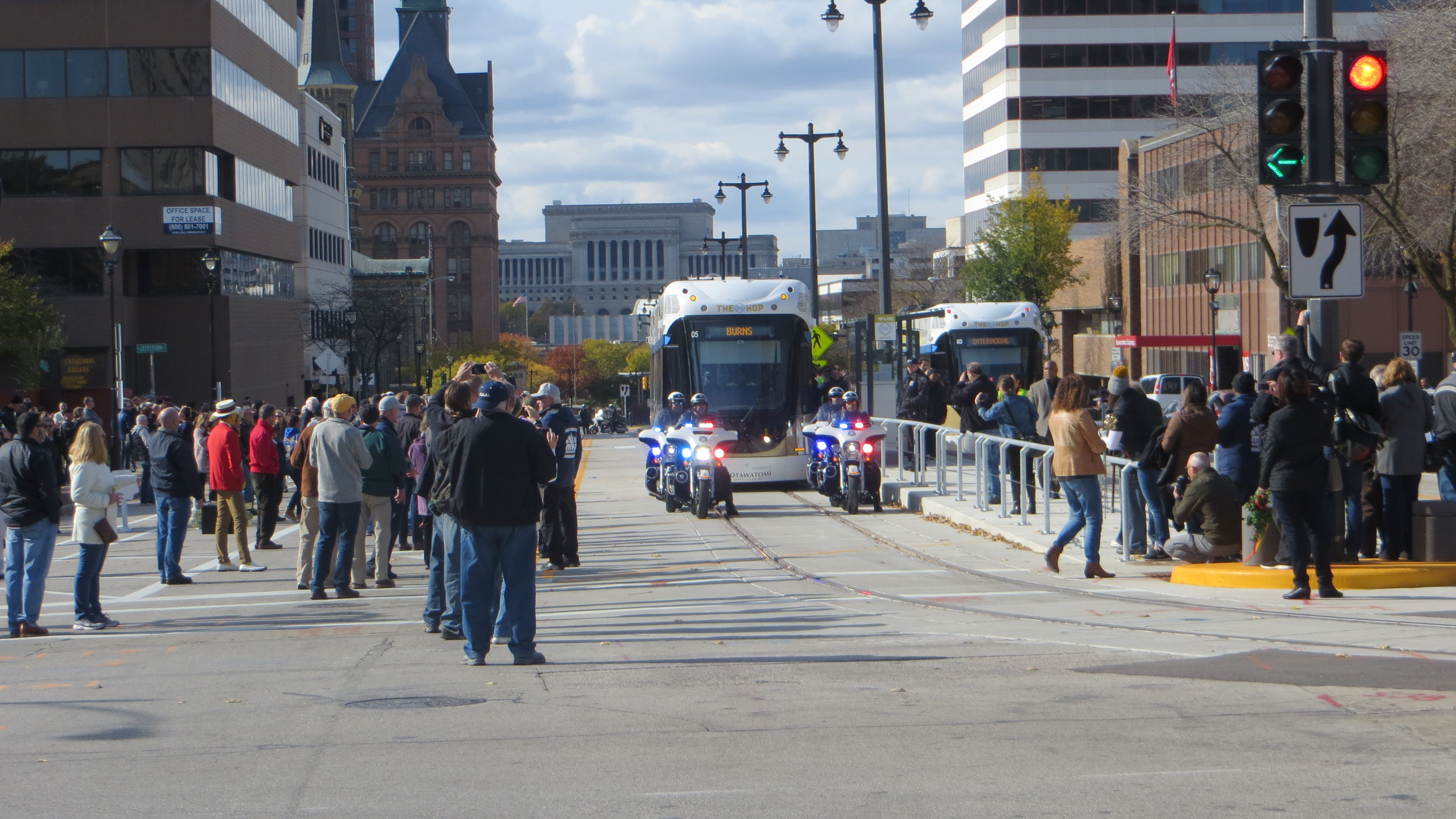
L'inaugurazione della linea nel 2018
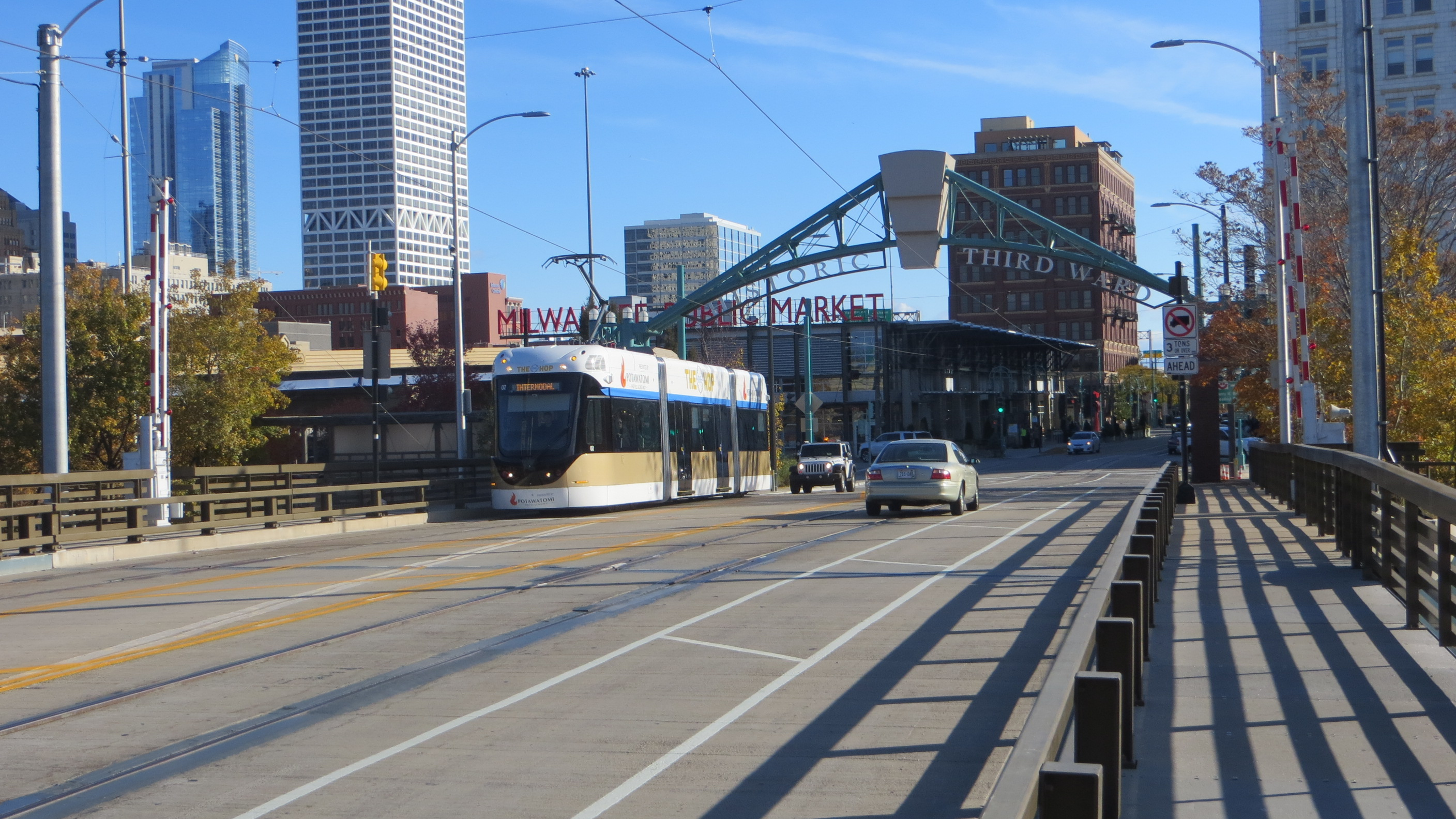
Un tram sul St Paul Avenue Bridge
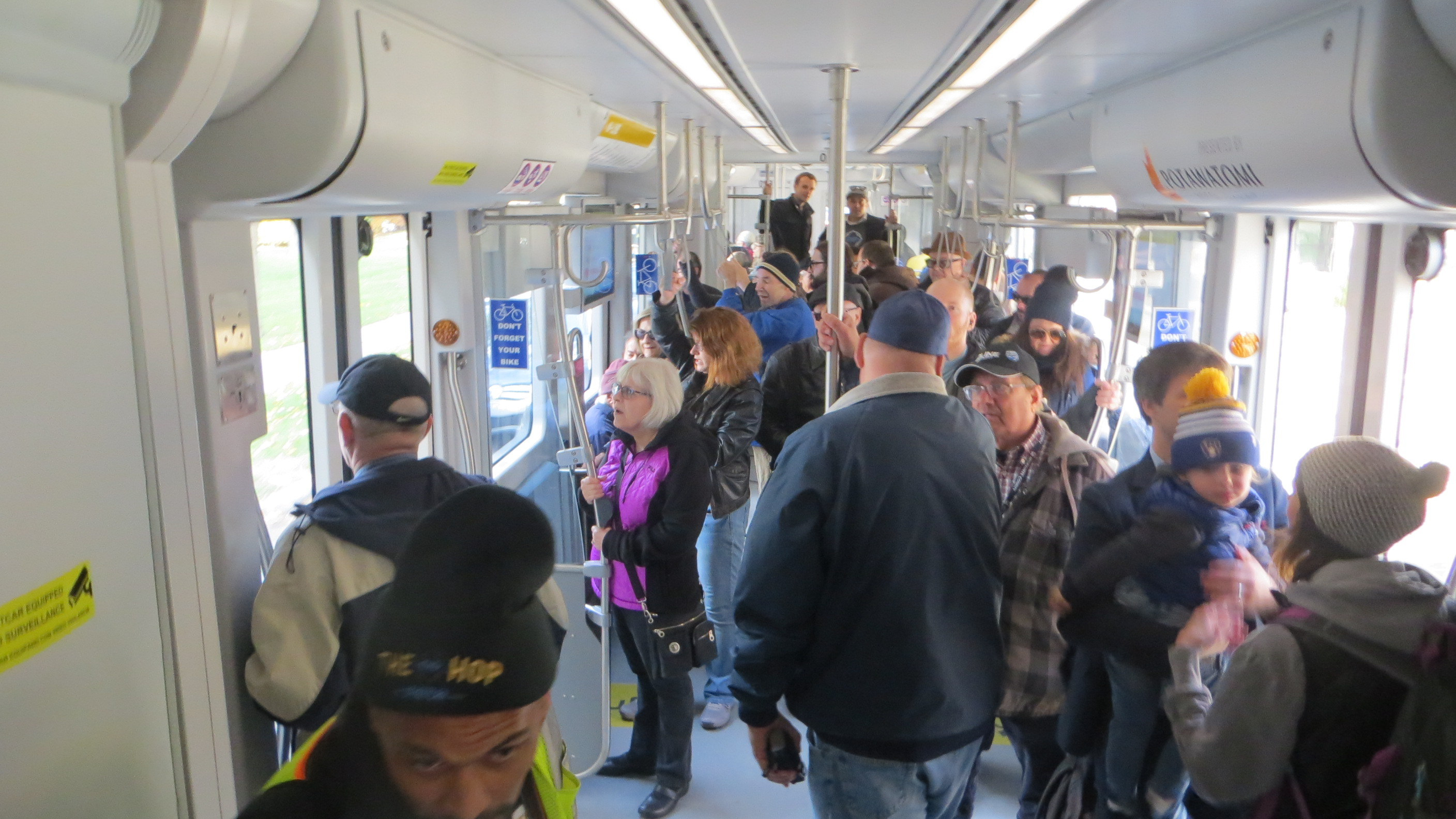
Vista dell'interno
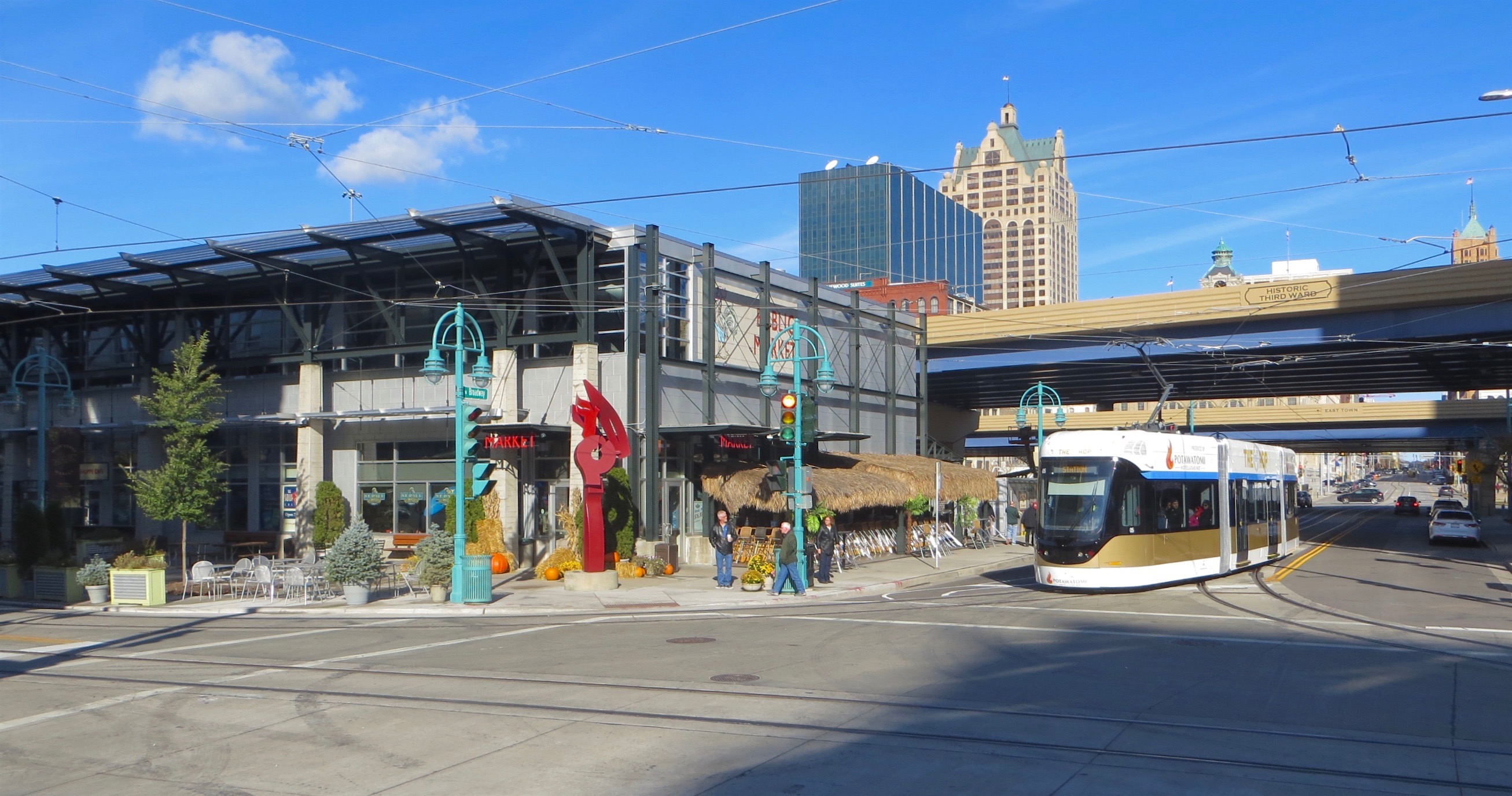
Il tram in Broadway street con, alla sinistra, il mercato coperto